# Stefan Węgrzyn
Stefan Węgrzyn (ur. 20 maja 1925 w Krakowie, zm. 28 lipca 2011 w Gliwicach) – fizyk, inżynier, automatyk, informatyk, specjalista teorii regulacji, profesor, wieloletni wykładowca Politechniki Śląskiej, członek rzeczywisty Polskiej Akademii Nauk, członek czynny Polskiej Akademii Umiejętności, przewodniczący Komitetu Informatyki Polskiej Akademii Nauk.

## Życiorys
Urodził się w 1925 w Krakowie. W 1930 r. przeprowadził się z rodzicami do Borysławia, w 1943 w ramach kursów tajnego nauczania zdał maturę. W 1944 wyjechał do Lwowa i rozpoczął tam studia na Wydziale Elektrycznym Instytutu Politechnicznego. Po roku przeniósł się do Krakowa, a stamtąd do Gliwic. Studia dokończył na Politechnice Śląskiej uzyskując w 1949 dyplom magistra. Już dwa lata po ukończeniu studiów, w 1951 obronił z wyróżnieniem doktorat z nauk technicznych na podstawie pracy zrealizowanej pod kierunkiem profesora Stanisława Fryzego. W 1960 podczas pobytu we Francji obronił w Tuluzie również z wyróżnieniem doktorat z nauk fizycznych, ponieważ nie chciano tam uznać jego polskiego dyplomu. Po powrocie do Gliwic w 1961 zatrudniony został na stanowisku profesora nadzwyczajnego, a od 1968 profesora zwyczajnego. 
Od 1949 pracował w Politechnice Śląskiej w Gliwicach, kolejno jako asystent, docent i profesor. Początkowo na Wydziale Elektrycznym, a w 1964 przeniósł się na współtworzony przez niego Wydział Automatyki (od 1984: Wydział Automatyki, Elektroniki i Informatyki). Kierował Katedrą Kompleksowych Systemów Sterowania oraz Instytutem Informatyki. W latach 1953–1969 był zastępcą dyrektora ds. naukowych Instytutu Automatyki PAN w Warszawie. W 1968 współtworzył Zakład Systemów Automatyki Kompleksowej PAN w Gliwicach, przekształcony w 1989 w Instytut Informatyki Teoretycznej i Stosowanej PAN. Prof. Węgrzyn był jego dyrektorem do roku 2002, a w latach 2003–2006 dyrektorem do spraw naukowych.
W latach 1958–1976 był inwigilowany i namawiany do współpracy przez SB. Jego postawa uniemożliwiła pozyskanie go do współpracy, a jednocześnie nie dawała podstaw do zabraniania mu działalności akademickiej.

## Członkostwo w organizacjach naukowych
W 1964 mając 39 lat został członkiem korespondentem Polskiej Akademii Nauk. Był wtedy jej najmłodszym członkiem. W 1973 powołany na członka rzeczywistego PAN. Przez wiele lat był członkiem Prezydium PAN oraz przewodniczącym Komitetu Informatyki PAN. Od 1995 był również członkiem krajowym czynnym Polskiej Akademii Umiejętności. Od roku 1999 był członkiem Prezydium Oddziału PAN w Katowicach. Był jednym z założycieli Polskiego Towarzystwa Elektrotechniki Teoretycznej i Stosowanej, jego pierwszym wiceprzewodniczącym, a następnie przewodniczącym w latach 1965–1967. W 2005 w uznaniu jego zasług otrzymał godność członka honorowego PTETiS nr 73.  W latach 1986–1989 był członkiem Rady Konsultacyjnej przy Przewodniczącym Rady Państwa.

## Dorobek naukowy
Autor prac z dziedziny dynamiki układów elektrycznych, teorii układów automatycznego sterowania, automatyki kompleksowej i teorii stabilności, w tym książek i skryptów. Najbardziej znaną była wydana w 1963 r. przez PWN książka pt. ,,Podstawy automatyki’’. Doczekała się ona pięciu kolejnych wydań (ostatnie w 1990 r.) oraz tłumaczenia na język francuski (Paryż 1965). Stefan Węgrzyn wykładał we Francji, Kanadzie i Związku Radzieckim. Jako redaktor naczelny redagował kwartalnik Theoretical and Applied Informatics, który po raz pierwszy ukazał się w 1971 pod nazwą Podstawy Sterowania, zmienioną później na Archiwum Informatyki Teoretycznej i Stosowanej. Był promotorem 60 prac doktorskich.

## Nagrody i wyróżnienia
Dwukrotnie otrzymał nagrodę państwową, w 1966 indywidualną II stopnia, a w 1976 zespołową I stopnia. Był doktorem honoris causa pięciu uczelni: Uniwersytetu Lille (Francja, 1973), Uniwersytetu Sherbrooke (Kanada, 1977), Politechniki Śląskiej (1988), Akademii Górniczo-Hutniczej w Krakowie (1989) i Politechniki Rzeszowskiej (2004). Odznaczony Krzyżem Komandorskim z Gwiazdą Orderu Odrodzenia Polski (1993), Krzyżem Oficerskim OOP (1972), Krzyżem Kawalerskim (1964), Orderem Oficera Palm Akademickich (1978), Orderem Kawalera Palm Akademickich oraz Medalem im. Mikołaja Kopernika PAN. 